# Ismail Al-Amour
Ismail Al-Amour (2 de outubro de 1984) é um futebolista profissional palestino que atua como meia.

## Carreira
Ismail Al-Amour representou a Seleção Palestina de Futebol na Copa da Ásia de 2015.